# Alto Bela Vista
Alto Bela Vista este un oraș în Santa Catarina (SC), Brazilia.